# 鯨羊羹 (尾道市)
鯨羊羹（くじらようかん）は、広島県尾道市の棹菓子（和菓子）。その名の通り、鯨の脂皮を晒した食材を模した形をしている。

## 概要
鯨羊羹は、もち米の道明寺糒（どうみょうじほしいい）でできた二層からなる棹菓子である。鯨皮を再現しており、上部の黒い部分は錦玉羹（きんぎょくかん）で利尻昆布の粉末を練りこんでいる。
最初は尾道の田沼清甘堂によって作られた菓子で、1901年（明治34年）に尾道市製品品評会で金牌を受賞した。その後、菓子の製造は1936年（昭和11年）創業の中屋本舗に引き継がれた。鯨羊羹を製造してきた中屋本舗は2021年に廃業したが、同社の経営者の親族によって2022年から新会社の中屋が鯨羊羹の製造を手掛けている。